# 莫洛德基夫
48°39′40″N 24°29′4″E / 48.66111°N 24.48444°E
莫洛德基夫（烏克蘭語：Молодків），是烏克蘭的村落，位於該國西部伊萬諾-弗蘭科夫斯克州，由納德沃爾納亞區負責管轄，始建於1609年，面積14平方公里，2001年人口2,629，人口密度每平方公里187.8人。